# San Francisco de Yojoa
San Francisco de Yojoa è un comune dell'Honduras facente parte del dipartimento di Cortés.
Il comune venne istituito nel 1887 con parte del territorio del comune di Santa Cruz de Yojoa.